# Hodoš
Hodoš (in ungherese Hodos o anche Őrihodos, in tedesco Hodosch) è un comune di 356 abitanti la cui popolazione appartiene in maggioranza al gruppo linguistico ungherese della Slovenia nord-orientale.
È un comune ufficialmente bilingue sloveno ungherese. Dalla Stazione di Hodoš/Hodos partono alcuni treni diretti a Lubiana, Budapest e Zalaegerszeg. Importante è il treno rapido 247 Citadella che collega Budapest con Lubiana via Székesféhérvar, Vészprem, Ajka, Zalaegerszeg, Oriszentpeter (la prima stazione in territorio ungherese), Hodoš/Hodos, Murska Sobota, Ptuj, Celje e Zidani Most

## Geografia antropica

### Suddivisioni amministrative
Il comune di Hodoš è formato da 2 insediamenti (naselja):
- Hodoš
- Krplivnik

## Lingue

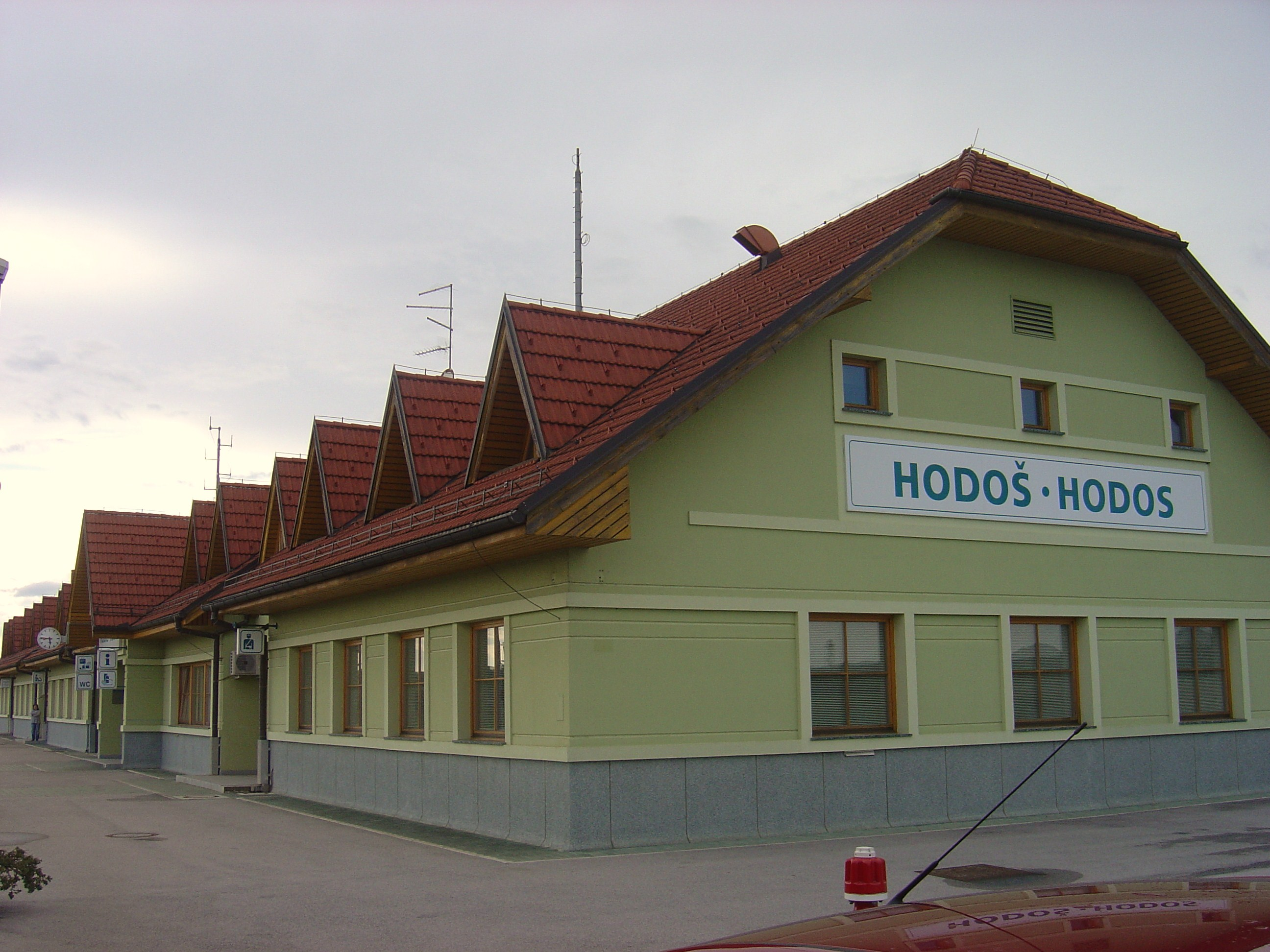
La stazione di Hodoš/Hodos, con il nome in sloveno e ungherese.

| %      | Ripartizione linguistica (gruppi principali) |
| ------ | -------------------------------------------- |
| 7,31%  | madrelingua croata                           |
| 58,99% | madrelingua ungherese                        |
| 34,83% | madrelingua slovena                          |